# ياتو
 ياتو  شركة مغرببة متخصصة في الديكور، تأسست سنة 2000، وتملك الشركة 20 محلا في مدن المغرب الكبرى .

## المحلات
- الرباط(1 محل)
- أكادير(محلان)
- الدارالبيضاء(6 محلات)
- فاس(1 محل)
- مراكش(1 محل)
- مكناس(1 محل)
- المحمدية(1 محل)
- طنجة(محلان)
- أسفي(محلان)
- خريبكة(1 محل)
- بني ملال(1 محل)
- قنيطرة(1 محل)

## المحلات قيد الإنجاز
الصويرة
الجديدة
الداخلة